# Burgstall Laiming
Der Burgstall Laiming ist eine abgegangene mittelalterliche Höhenburg auf 470 m ü. NHN 280 m westlich der Lourdeskapelle von Laiming, heute einem Gemeindeteil der Gemeinde Griesstätt im Landkreis Rosenheim von Bayern. Er wird als Bodendenkmal unter der Aktennummer D-1-7939-0014 als „Burgstall des hohen und späten Mittelalters (‚Laiming‘)“ geführt.

## Geschichte
Das Ortsadelsgeschlecht der Laiminger ist seit dem 12. Jahrhundert nachweisbar. In den Salzburger Urkunden taucht 1133 unter Erzbischof Konrad I. ein „Heinrich ministerialis Hallensis comitis (dt. = Gefolge) de Laimingin“; dieser wird auch in einer Urkunde von 1125/1140 unter „de familia comitis“ genannt, ein Ortolf de Laimingen wird unter „ministerialibus“ genannt. Ortolf de Laimingen kommt 1140 auch in den Monumenta Augiensa vor, Heinrich von Laimingen erscheint in dem Falkensteiner Kodex unter den Gerichtsleuten des Grafen Dietrich von Wasserburg, ein Ebo von Laiming tritt mit seinem Bruder Markwart in den Monumenta Garsensia auf. Auch in den Quellen des frühen 13. Jahrhunderts werden die Laiminger genannt, 1201 und 1204 ein „Ortolfus de Laimingen et filius eius Ortolfus“, 1232 ein „Ortolfus de Laimingin et frater eius Geberhardus“, 1234 ein „Hainricus de Laimingin et fratres sui Ortolphus et Gerungus milites“. Nach dem Ende des Hallgrafen Konrad von Wasserburg sind die Laiminger in das herzogliche Lager übergegangen. Ein Ortolf von Laimingen ist Zeuge, als Abt und Konvent des Klosters Seeon in Hartmannsberg am 19. November 1247 Herzog Ludwig als ihren Vogt wählen. Der relativ unbedeutende Herrschaftsbereich der Laiminger wurde später der Hofmark Altenhohenau zugeschlagen; die Laiminger traten dann im Bereich des Gerichts Kling auf und hatten dort die Hofmarken Amerang und Halfing inne.

## Beschreibung
Der birnenförmige Burgstall verläuft oberhalb der Staatsstraße 2359. Er hat die Ausmaße von 100 m in Nordwest-Südost-Richtung und 60 m in Südost-Nordwest-Richtung. Sein Innenplateau ragt um ca. 6 m von der Umgebung auf. 